# Рагнар Гранит
Рагнар Гранит (на шведски: Ragnar Arthur Granit) е шведски физиолог, лауреат на нобелова награда за физиология или медицина през 1967 г. съвместно с Кефер Хартлайн и Джордж Уолд.

## Биография
Роден е на 30 октомври 1900 г. във Рийхимяки, Финландия в семейството на Артур Уилям Грант и Албертина Хелена Мелмберг. Завършва Медицинския факултет в Хелзинкският университет през 1927 г.
Получава Нобелова награда „за откритията си върху механизмите на зрителното възприятие и типовете сетивни клетки в ретината“.